# Henry Tallman
Henry Tallman (* 2. August 1806 in Bath, Maine; † 4. Mai 1885 ebenda) war ein US-amerikanischer Anwalt und Politiker, der von 1849 bis 1852 Maine Attorney General war. 

## Leben
Henry Tallman wurde 1806 in Bath, Maine als eines von 10 Kindern von Captain Peleg Tallman (1764–1841) und Eleanor Clarke (1774–1857) geboren. Er studierte an der Harvard Law School.
Anschließend arbeitete er erfolgreich in Bath als Anwalt. Tallman war als Mitglied der Demokratischen Partei, gehörte von 1844 bis 1845 dem Senat von Maine an und war von 1849 bis 1852 Maine Attorney General.

Henry Hallman Haus

Durch den außergewöhnlichen Wohlstand seines Vaters galt Tallman als sehr gute Partie in Maine und schließlich riet ihm sein Vater zur Heirat mit Sarah Fitts (1806–1856). Er versprach Tallman die Summe einer halben Million Dollar, wenn er sie heiraten würde, was Henry Tallman auch im Jahr 1833 tat. Aus dieser Ehe hatte er drei Kinder. Nach dem Tod von Sarah Tallman heiratete er in zweiter Ehe Elizabeth Clementine Brown (1824–1918). Aus dieser Ehe stammen zwei Kinder.
Das Haus der Familie ist in der Historic American Buildings Survey gelistet. Es befindet sich an der 982 High Street im historischen Viertel von Bath.